# Ла Сейба
Ла Сейба е град в северната част на Хондурас. Разположен е на брега на Карибско море и е второто по значение пристанище на страната, с население 174 006 души (2010).

## История
Името на града са дали огромните капокови дървета (Ceiba pentandra), които някога са растяли в района на старото пристанище на града. Основан е на 23 август 1877. Заселниците били привлечени от плодородните земи и отличните условия за отглеждане на банани. Стъпването на големите американски компании, които инвестират в засаждането на огромни плантации с банани, дава голям тласък в развитието на града и привлича нови и нови заселници.
Днес Ла Сейба е третият по големина град в Хондурас след столицата Тегусигалпа и Сан Педро Сула. Населението му е с най-висок процент грамотност в страната. Градът е известен и като „Туристическата столица на Хондурас“. Освен с великолепните си плажове, колониална архитектура и нощен живот, той привлича туристи и като отправна точка на фериботите за Ислас да ла Баия (Bay Islands) – група острови в Карибско море, популярен морски курорт.

## Личности
Родени в Ла Сейба
- Уилсън Паласиос (р. 29 юни 1984) - футболист, играч на английския Тотнъм
- Хосе Аскона дел Ойо (1927-2005) - президент на Хондурас между 1986 и 1990

Починали в Ла Сейба
- Лефт Ай (1971-2002) – американска рапърка